# Cosimo de’ Medici
Cosimo de’ Medici más néven Idősebb Cosimo, (olaszul: Cosimo il Vecchio) (Firenze, 1389. szeptember 27. – Careggi, 1464. augusztus 1.) Firenze fejedelme, a Medici-család fejedelmi ágának alapítója.

## Családja
Giovanni di Bicci (1360–1429) és Piccarda Bueri fia, Contessina de’ Bardit (1390 körül – 1473) vette nőül, s ebből több gyermek született, úm. Piero de’ Medici (1416–1469) és Giovanni de’ Medici (1421–1463). Harmadik gyermeke, Carlo de’ Medici (1428/30–1492) házasságon kívül született egy Maddalena nevű rabszolganőtől, aki római tartózkodása alatt cselédként szolgált a házában. Carlót Firenzében nevelte fel két másik fia mellett. Ahogy a házasságon kívül született gyermekek esetében gyakran történt, őt is papi pályára adták.

## Bankár
25 éves korában édesapja azzal bízta meg őt, hogy kísérje el a Medici bankház által támogatott pápát, XXIII. Jánost a konstanzi zsinatra (1414-1418) és gondoskodjon a pápa pénzügyi szükségleteiről. Cosimo a zsinaton kapcsolatokat épített Európa vezető bankjaival és bankár családjaival. Miután a német-római császár bebörtönözte XXIII. Jánost, Cosimo menekülni kényszerült a városból. Cosimo egy rendkívül értékes, ékszerekkel kirakott pápai süveget hozott magával, amit XXIII. János bízott a gondjaira.
Ezután már ő intézte a pápaság pénzügyeit. Miután 1462–ben II. Piusz pápa ráruházta a tolfai timsóbányák monopóliumát, jócskán megnövekedett a vagyona. Korának minden bizonnyal leggazdagabb embere volt, nemcsak aranykészletét, hanem bankjának és Európa valamennyi fontos pénzügyi központjában működő fiókjainak kintlevőségeit tekintve is. Már ennyi is elég volt ahhoz, hogy maga ellen hangolja a firenzei oligarchiát, amely a köznép kegyeit kereső politikát végképp nem tűrte. A város politikai életébe nyíltan nem avatkozott be, visszavonultan élt és – a bankház vezetése mellett – humanista tanulmányokkal foglalkozott (hiszen az olasz nyelven kívül beszélt latinul, franciául és németül, valamint olvasott görögül, héberül és arabul).

## Száműzetés
Ellenségei – élükön az Albizzi-család fejével, Rinaldóval – halálát kívánták, ezért 1431–ben megvádolták, hogy egyeduralomra tör. Börtönében megmérgezni nem tudták, mivel a börtönőrét megvesztegette, hogy rendszeresen kóstolja meg ételét; a város kormányzója (a gonfaloniere) pedig kieszközölte, hogy az ilyen esetekben szokásos halálbüntetés helyett csupán száműzetésre ítéljék. Padovába, majd Velencébe távozott, ahol tisztelettel fogadták.

## Firenze vezetője
A következő évben azonban megváltozott a helyzet Firenzében; az Albizziak népszerűsége egyre csökkent, a Mediciek hívei (és pénze) viszont eredményesnek bizonyultak. A Signoriában is a Medici-párt került többségbe, s a parlamento által megválasztott balia pontosan egy évvel a száműzetés kimondása után visszahívta a Medicieket. Ezúttal az Albizzikat és híveiket száműzték a városból. 1434-től kezdve egészen haláláig Firenze tényleges ura, bár semmiféle formális hatalommal nem rendelkezett, tisztséget többnyire nem viselt – csak három alkalommal volt gonfaloniere. Az alkotmányban némi változtatást eszközölt, ami a családja befolyásának növekedését eredményezte. A nemesek politikai jogokat kaptak, de arra vigyáztak, hogy hatalommal járó tisztséget ne töltsenek be. Az egyszerű polgárok – a popolo minuto tagjai – közül egyesek bizonyos állami hivatalokat is betölthettek. Hogy a Mediciek ellenfelei ne kerülhessenek be a Signoriába, megszüntették a sorshúzást. Ezt követően a jelöltek listáját az ún. accopiatorék állították össze, akik többnyire a Medici-párt tagjai közül kerültek ki. Cosimo szövetséget kötött Milánó uraival, a Sforzákkal, akik zsoldosokat bocsátottak a rendelkezésére. Az ő segítségükkel fojtotta el az ellenállást 1458-ban, amikor államcsínyt hajtott végre, s létrehozta híveiből a Százak Tanácsát, így élete utolsó hat évében uralma már nem forgott veszélyben.

## Mecénás
Hatalmát a művészet iránti rajongásának kiélésére is felhasználta. A kibontakozó reneszánsz művészet első központja Firenzében alakult ki. Brunelleschi (1377–1446) az ő 1434–es visszatérése után fejezte be kupoláját, folytatta a San Lorenzo–templom építését és kezdte el a Santa Maria degli Angeli-kolostortemplom újszerű rotundáját is. Fejedelmi palotát tervezett Cosimónak, ám ő Michelozzo (1396–1472) – valamivel szerényebb – tervét fogadta el; vele építette meg a Santa Croce- és a San Miniato al Monte-templomok Medici-kápolnáit is. Cosimónak dolgozott a szobrászok közül Lorenzo Ghiberti (1378–1455) és Donatello (1386–1466), a festők közül Andrea del Castagno (1421–1457), Fra Angelico (1400–1455) és Benozzo Gozzoli (1421–1497). Nemcsak megbízásokkal látta el ezeket a művészeket, hanem barátainak is tekintette őket egy olyan korban, amikor foglalkozásukat általában lenézték. Cosimo gyűjtötte az értékes régi kéziratokat, az ügynökei által megszerzett anyag alkotta annak a felbecsülhetetlen értékű gyűjteménynek az alapját, amelyet unokájáról neveztek el Laurenzianának.
1464–ben halt meg, végső útjára hatalmas tömeg kísérte, majd a következő évben a „Pater Patriae” (a Haza Atyja) szöveget vésték sírjára.